# Werner Schneyder

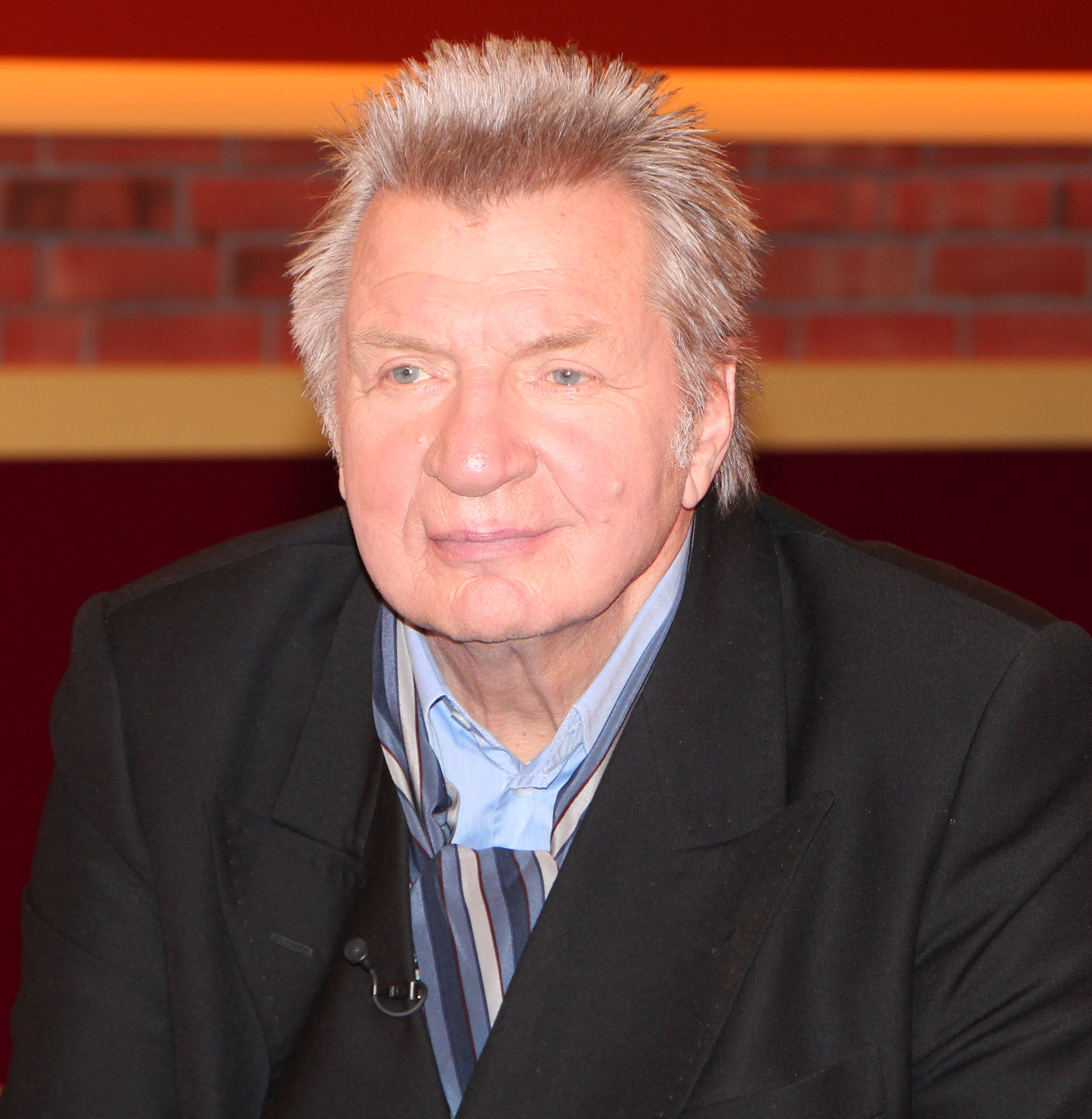
Werner Schneyder bei Markus Lanz (2011)

Werner Schneyder (* 25. Jänner 1937 in Graz; † 2. März 2019 in Wien) war ein österreichischer Kabarettist, Autor, Schauspieler, Regisseur, Boxkampfrichter und Sportkommentator.

## Leben
Werner Schneyder wurde 1937 in Graz geboren. Sein Vater stammte aus Wien, die Mutter aus Karlsbad. Er wuchs in Klagenfurt „zwischen Fußballplatz und Stadttheater“ auf. Schneyder studierte in Wien Publizistik und Kunstgeschichte. Daneben arbeitete er – wie schon zur Schulzeit – als Journalist und Barsänger. Nach der Promotion in der Zeitungswissenschaft schrieb er drei Jahre lang Werbetexte.
Über die Annahme eines Theaterstücks wurde er als Dramaturg an das Landestheater Salzburg engagiert. Nach einem Jahr in Linz entschloss er sich zur Existenz als freier Autor. Er schrieb für den Hörfunk Features und Hörspiele, war auch deren Regisseur, schrieb Theaterkritiken und politische Tagesgedichte für Zeitungen.
Werner Schneyder lebte in Wien und am Millstätter See in Kärnten. Mit seiner Frau Ilse war er bis zu ihrem Tod 43 Jahre lang (1961–2004)  verheiratet. Aus der Ehe ging Sohn Achim (* 1966 in Salzburg), Autor und Journalist, hervor.
Von 2011 bis 2018 war er mit Regine Bulling verheiratet.
Schneyder starb am 2. März 2019 in seiner Wohnung in Wien. Er wurde am 27. März 2019 in einem Ehrengrab der Stadt Wien auf dem Wiener Zentralfriedhof neben seiner ersten Frau Ilse beigesetzt.

## Kabarett
1973 wurde ein Auftritt mit einer kabarettistischen Lesung in Salzburg für den befreundeten Kurt Weinzierl zum Anlass, Schneyder dem Star des im Jahr zuvor aufgelösten Ensembles der Münchner Lach- und Schießgesellschaft, Dieter Hildebrandt als Partner zu empfehlen. Eine zunächst unverbindliche Begegnung entwickelte sich nach dem Erscheinen von Schneyders erstem Gedicht- und Aphorismenband zu dem Plan, ein Kabarett-Duo zu gründen. Dieses startete im April 1974 und zeigte fünf Programme in acht Jahren (Talk täglich, Lametta & Co., Wie abgerissen, Keine Fragen mehr, Ende der Spielzeit). 1982 trennte sich das Paar, um sich 1985 für ein kabarettgeschichtlich bedeutsames Gastspiel in der DDR (Zugabe Leipzig) noch einmal zu formieren. Schneyder war davor schon zweimal mit Solo-Gastspielen in Leipzig gewesen. Er hatte vor dem letzten Duo-Programm ein Solo mit Trio erprobt und ließ danach unter anderem Satz für Satz, Doppelt besetzt, Schon wieder nüchtern, Absage und Abschiedsabend folgen.
1996 trat Schneyder von der Kabarettbühne ab. Zwölf Jahre später kehrte er mit dem Programm Ich bin konservativ zurück. Dessen Kleintheaterversion folgte 2011 (Das ultimative Solo). Alle Duo- und Soloprogramme wurden nach großen Tourneen durch Deutschland, Österreich und die Schweiz von Fernsehsendern ausgestrahlt. Daneben versuchte Schneyder auch immer wieder, literarisch-kabarettistische Elemente in neue Unterhaltungsformate (Salon, Stichwort, Meine Gäste und ich) einzubringen. Am 25. Jänner 2017, seinem 80. Geburtstag, hatte Werner Schneyder mit seinem letzten Programm Das war’s von mir Premiere im Akademietheater des Burgtheaters Wien.

## Regie
Ende der 1980er Jahre wurde Werner Schneyder vom Münchner Staatstheater am Gärtnerplatz seine erste Theaterregie angeboten, die Operette Im weißen Rößl. Operetteninszenierungen in München, Graz, Wien, Klagenfurt, Bremen und Erfurt folgten. Daneben wurde er immer auch Regisseur des Schauspiels. Er inszenierte zum Beispiel am Wiener Theater in der Josefstadt seine Fassung von Die letzten Tage der Menschheit von Karl Kraus, am Staatstheater Meiningen Das weite Land von Arthur Schnitzler mit Christine Zart in der weiblichen Hauptrolle, in Wien, Villach und bei den Komödienfestspielen Porcia Autoren wie Oscar Wilde, Georges Feydeau, Erich Kästner, Hugo von Hofmannsthal, Hermann Bahr, Felix Mitterer. In Bremen brachte er Der Gott des Gemetzels von Yasmina Reza zur Aufführung. Zuletzt inszenierte er in Wien am Stadttheater in der Walfischgasse Betrogen von Harold Pinter und am Staatstheater Meiningen Le Dindon von Georges Feydeau. Dem folgte bei den Komödienspielen Porcia Anatol von Arthur Schnitzler.

## Schauspiel

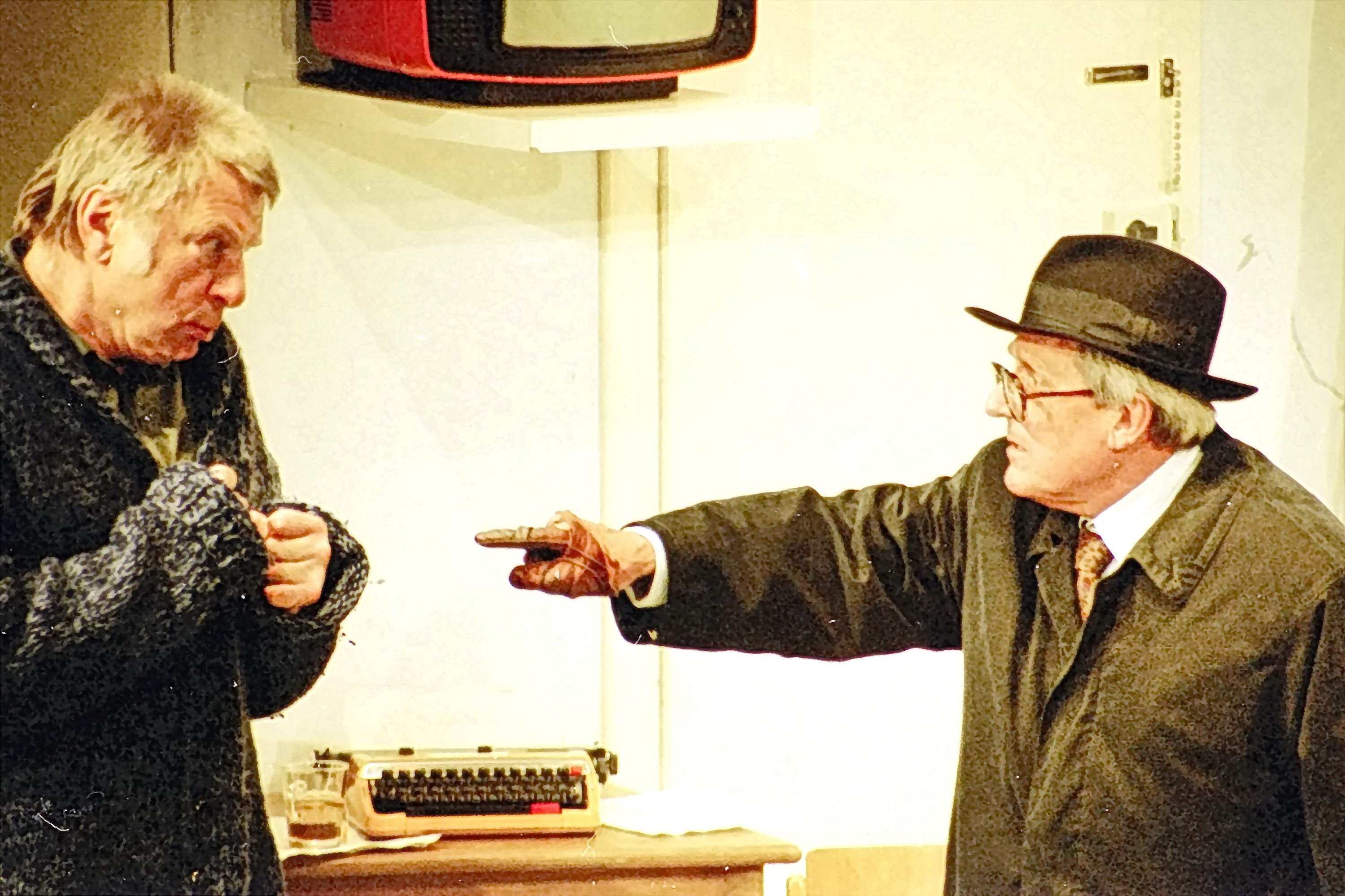
Werner Schneyder mit Dieter Hildebrandt in Sonny Boys, 2001

Als Bühnenschauspieler debütierte er – wiederum in Partnerschaft mit Dieter Hildebrandt – in Neil Simons Sonny Boys (Münchner Kammerspiele, Gastspiele in Berlin und Hamburg, Tourneen und TV-Aufzeichnung). Danach schrieb er für sich die satirische Komödie Galanacht, die in zwei Inszenierungen (Berlin, Wien) 225 Mal gespielt wurde. Er dramatisierte den Roman von Erika Pluhar Verzeihen Sie, ist das hier schon die Endstation? und spielte auch deren Partner bei Gastspielen unter anderem am Akademietheater und am Volkstheater in Wien. Zuletzt spielte er bei den Kärntner Komödienspielen in Porcia abermals den Willy in Sonny Boys, diesmal unter eigener Regie.

## Liedtexte
Werner Schneyder schrieb für sich und Kollegen aus der Showbranche (etwa Marianne Mendt) zahlreiche Chansons und Übersetzungen. Er übersetzte auch die Songtexte der Musicals Funny Girl und Billy. Größte Beachtung fanden seine Jacques-Brel-Nachdichtungen, wie Amsterdam, Joe, Das allerletzte Glas, gesungen von Michael Heltau, Hildegard Knef und anderen. Die Wut ist jung, mit dem Lore Lorentz brillierte, stammte aus seiner Feder.

## Sport
Schneyder betätigte sich schon in der Schulzeit als Sportjournalist. Lange danach kam über das Kabarett ein Kontakt mit dem ZDF zustande, der ab 1975 zur Präsentation des Aktuellen Sportstudios und 1978 zur kabarettistischen Jahresbilanzsendung Das ausgefallene Sport-Studio führte, die er bis 1990 sieben Mal moderierte. Ab den Olympischen Spielen in Los Angeles (1984) kommentierte er zunächst Amateur- und später Berufsboxen im Fernsehen. Als langjähriger Kampfrichter im Amateurboxen und als Kabarettist konnte er hier zwei seiner Kompetenzen gleichzeitig anwenden. Sein anhaltendes Interesse für Sport im Allgemeinen bewies er durch gelegentliche Kolumnen in einem Fachblatt. Während seiner Duo-Jahre mit Dieter Hildebrandt stand er im Tor des FC Schmiere, der Fußballmannschaft der Kabarett- und Kleintheaterszene jener Zeit.

## Auszeichnungen und Ehrungen

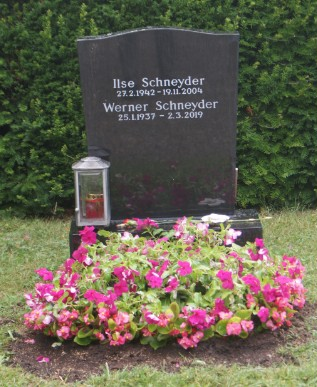
Grabstätte von Werner Schneyder

- Johann-Nestroy-Ring der Stadt Wien (1981)
- Mostdipf-Preis (1983)
- Deutscher Kabarettpreis
- Bayerischer Kabarettpreis (Ehrenpreis, 2008)
- Stern der Satire des deutschen Kabarettarchivs (2008)
- Salzburger Lebensstier (2010)
- Goldenes Verdienstzeichen des Landes Wien (2005)
- Goldener Rathausmann
- Österreichisches Ehrenkreuz für Wissenschaft und Kunst I. Klasse (2012)
- Großes Ehrenzeichen des Landes Kärnten (2017)

Seine letzte Ruhestätte befindet sich auf dem Wiener Zentralfriedhof in einem Ehrengrab (Gruppe 33G, Nummer 11) der Stadt Wien.

## Publikationen
- Empfehlung der einfachen Schläge. Europaverlag, Wien/München 1973, ISBN 3-203-50454-5.
- Die Vermeidung von Rückschlägen. Europaverlag, Wien/München 1976, ISBN 3-203-50579-7.
- Die Unternehmungen des Herrn Hans. Roman. Europaverlag, Wien/München 1976, ISBN 3-203-50596-7.
- Vom Nachlassen der Schlagkraft. Europaverlag, Wien/München 1979, ISBN 3-203-50701-3.
- … über Sport. Dabeisein ist gar nichts. Bucher, Luzern 1980, ISBN 3-7658-0335-9.
- Gelächter vor dem Aus. Aphorismen, Epigramme. Kindler, München 1980, ISBN 3-463-00792-4.
- Erich Kästner. Ein brauchbarer Autor. Kindler, München 1982, ISBN 3-463-00844-0.
- Schlafen Sie gut, Herr Tucholsky! Kindler, München 1983, ISBN 3-463-00864-5.
- Satz für Satz. Ein Kabarettsolo mit Fußnoten. Knaur Tb, München 1984, ISBN 3-426-02135-8.
- Wut und Liebe. Gesammelte Ansichten. Kindler, München 1985, ISBN 3-463-40008-1.
- Abschied vom Karpfen. Erzählungen. Kindler, München 1986, ISBN 3-463-40034-0.
- Ende der Sommerpause. Kindler, München 1988, ISBN 3-463-40095-2.
- Herz im Hirn. Lyrik, Aphorismen und Prosa. Henschelverlag, Berlin 1988, ISBN 3-362-00126-2.
- Das Gefährliche an der Kunst. Erzählungen. Kindler, München 1991, ISBN 3-426-40173-8.
- Reimzeit. Kremayr & Scheriau, Wien 1995, ISBN 3-218-00609-0.
- Selberdenken ist auch eine Möglichkeit. Im Gespräch mit Gunna Wendt. Herder, Freiburg im Breisgau 1996, ISBN 3-451-04412-9.
- Schreibzeit. Kremayr & Scheriau, Wien 1996, ISBN 3-218-00620-1.
- Zeitspiel. Kremayr & Scheriau, Wien 1997, ISBN 3-218-00631-7.
- Mit Hans Riehl: Ketzereien zur Zeitenwende. Europaverlag, München 1997, ISBN 3-203-82517-1.
- Meiningen oder Die Liebe und das Theater. Ein Bericht. Kremayr & Scheriau, Wien 1998, ISBN 3-218-00657-0.
- Karrieren oder Das letzte Drittel entscheidet. Erzählungen. Kremayr & Scheriau, Wien 2000, ISBN 3-218-00674-0.
- Ansichten eines Solisten. Wortmeldungen und Nachreden. Kremayr & Scheriau, Wien 2002, ISBN 3-218-00700-3. Als Hörbuch: Komplett-Media (2CDs), ISBN 3-8312-6005-2.
- Ich, Werner Schneyder: Meine 12 Leben. Amalthea, Wien 2006, ISBN 3-85002-566-7.
- Krebs. Eine Nacherzählung. Langen Müller, München 2008, ISBN 978-3-7844-3127-7.
- Die Socken des Kritikers. Ausgewählte Erzählungen. Langen Müller, München 2009, ISBN 978-3-7844-3170-3. Als Hörbuch: Herbig (2CDs), ISBN 978-3-7844-4205-1.
- Manchmal gehen mir meine Meinungen auf die Nerven. Aber ich habe keine anderen. Langen Müller, München 2011, ISBN 978-3-7844-3253-3.
- Partner, Paare, Paarungen. Erzählungen. Langen Müller, München 2012, ISBN 978-3-7844-3286-1.
- Von einem, der auszog, politisch zu werden. Westend-Verlag, Frankfurt (Main) 2014, ISBN 978-3-86489-065-9.
- Gespräch unter zwei Augen. Dialog eines Lebens. Amalthea, Wien 2016, ISBN 978-3-99050-057-6.

## Tonträger

### LPs
- Talk täglich. Mit Dieter Hildebrandt. Telefunken, 1975.
- Private Lieder. Mandragora, 1980.
- Schlafen Sie gut, Herr Tucholsky! Alpha, 1982.
- Querschnitte aus fünf Programmen (1974–1982). Mit Dieter Hildebrandt. Musikant, 1982.
- Zeitgenossen, haufenweise. Werner Schneyder & Lore Lorentz singen Erich Kästner. Amaton, 1984.
- Live. Pläne, 1985.

### CDs
- Zeitgenossen, haufenweise. Werner Schneyder liest Erich Kästner. Preiser, 1999.
- Die Kabarettlegende 1: Talk täglich/Lametta & Co. Mit Dieter Hildebrandt. Preiser, 1999.
- Die Kabarettlegende 2: Wie abgerissen/Keine Fragen mehr. Mit Dieter Hildebrandt. Preiser, 2000.
- Die Kabarettlegende 3: Ende der Spielzeit. Mit Dieter Hildebrandt. Preiser, 2000.
- Sonny Boys. Mit Dieter Hildebrandt. Preiser, 2001.
- Reimzeit. Werner Schneyder liest Werner Schneyder. Preiser, 2001.
- Sentimental. Meine Lieder. Preiser, 2004.
- Ich bin konservativ. Live aus der Leipziger Pfeffermühle. Chromart Classics, 2012.
- „Zugabe Leipzig“. Auftritt in der Leipziger Pfeffermühle am 9. Januar 1985. Mit Dieter Hildebrandt. Herbig, 2013.

## Bibliographie
- Hermann J. Huber: Langen Müller’s Schauspielerlexikon der Gegenwart. Deutschland. Österreich. Schweiz. Albert Langen • Georg Müller Verlag GmbH, München • Wien 1986, ISBN 3-7844-2058-3, S. 926.
- C. Bernd Sucher (Hrsg.): Theaterlexikon. Autoren, Regisseure, Schauspieler, Dramaturgen, Bühnenbildner, Kritiker. Von Christine Dössel und Marietta Piekenbrock unter Mitwirkung von Jean-Claude Kuner und C. Bernd Sucher. 2. Auflage. Deutscher Taschenbuch-Verlag, München 1999, ISBN 3-423-03322-3, S. 620 f.